# Коритен
Вижте пояснителната страница за други значения на Коритен.
Коритен е село в Североизточна България. То се намира в община Крушари, област Добрич.

## История
Старото име на село Коритен е Хардалий или Ардалий. През 60-те години на XX век при преименуването на селата в тогавашната Толбухинска околия е имало предпожение селото да бъде преименувано на Синапово  (от турската дума хардал – синап), но предложението не се приема, като се решава да бъде преименувано на Коритен поради релефа, наподобяващ формата на корито, върху който е разположено селото.
По сведения от възрастни жители на мястото на сегашното село е имало наколни колиби.
До 70-те години на XX век селото е било общински център, включващ още 11 населени места.

## Население
Преброяване на населението през 2011 г.
Численост и дял на етническите групи според преброяването на населението през 2011 г.:
|                     | Численост | Дял (в %) |
| Общо                | 259       | 100,00    |
| Българи             | 85        | 32,81     |
| Турци               | 172       | 66,40     |
| Цигани              | 0         | 0,00      |
| Други               | 0         | 0,00      |
| Не се самоопределят | 0         | 0,00      |
| Неотговорили        | 2         | 0,77      |

## Културни и природни забележителности
Има четири естествени чешми. Селото е заобиколено от борови, иглолистни и широколистни гори. Има ОУ „Васил Левски“, детска градина и народно читалище „Христо Ботев“.

## Редовни събития
- Събор – 10 септември всяка година.

## Личности
Родно място на изтъкнатата добруджанска певица Добра Савова (1932 – 2024), солистка на Българското национално радио и телевизия.

## Други
Ледник Коритен на Антарктическия полуостров е наименуван на селото.